# Vánoční koleda (film, 2009)
Vánoční koleda (v anglickém originále A Christmas Carol) je americký animovaný film z roku 2009. Režisérem filmu je Robert Zemeckis. Hlavní role ve filmu ztvárnili Jim Carrey, Gary Oldman, Colin Firth, Bob Hoskins a Robin Wright Penn. Příběh je až na několik odlišností podle povídky Vánoční koleda anglického spisovatele Charlese Dickense. Film byl natočen pomocí technologie, která snímá pohyby herců, které jsou převedené na pohyby virtuálních postav.

## Obsazení
| Jim Carrey            | Ebenezer Scrooge/duchové Vánoc          |
| Gary Oldman           | Bob Cratchit/Jacob Marley/Tiny Tim      |
| Colin Firth           | Fred                                    |
| Bob Hoskins           | pan Fezziwig/starý Joe                  |
| Robin Wrightová       | Belle/Fan Scrooge                       |
| Cary Elwes            | Dick Wilkins/Mad Fiddler/obchodník/host |
| Steve Valentine       | hrobník/Topper                          |
| Julene Renee-Preciado | Want                                    |
| Fionnula Flanagan     | paní Dilber                             |
| Daryl Sabara          |                                         |